# Kommunalarchiv Minden
Das Kommunalarchiv Minden ist das gemeinsame Archiv der ostwestfälischen Stadt Minden und des Kreises Minden-Lübbecke in Nordrhein-Westfalen. Das Archiv ist im ehemaligen Kreishaus des Altkreises Minden in unmittelbarer Nähe zur Weser untergebracht.

## Aufgaben und Zuständigkeiten
Das Kommunalarchiv Minden übernimmt und archiviert die Unterlagen, die bei der Stadtverwaltung Minden, der Kreisverwaltung Minden-Lübbecke sowie bei anderen Institutionen oder Personen aus seinem Zuständigkeitsbereich (Archivsprengel) entstanden sind. Es enthält Sammlungen von Bildern aller Art,  von Plakaten, Karten und Plänen sowie von Zeitungen. Zu den Aufgaben des Archivs gehört Verwahrung, Pflege und Erhaltung der Dokumente sowie deren Nutzbarmachung und Auswertung.

## Bestände

### Archivalien und Findmittel
Gesammelt und dokumentiert werden Quellen zur Stadt- und Regionalgeschichte, wie Urkunden, Amtsbücher, Akten, Bilder, Karten, Plakate, Drucksachen und Zeitungen
Diese gliedern sich in:

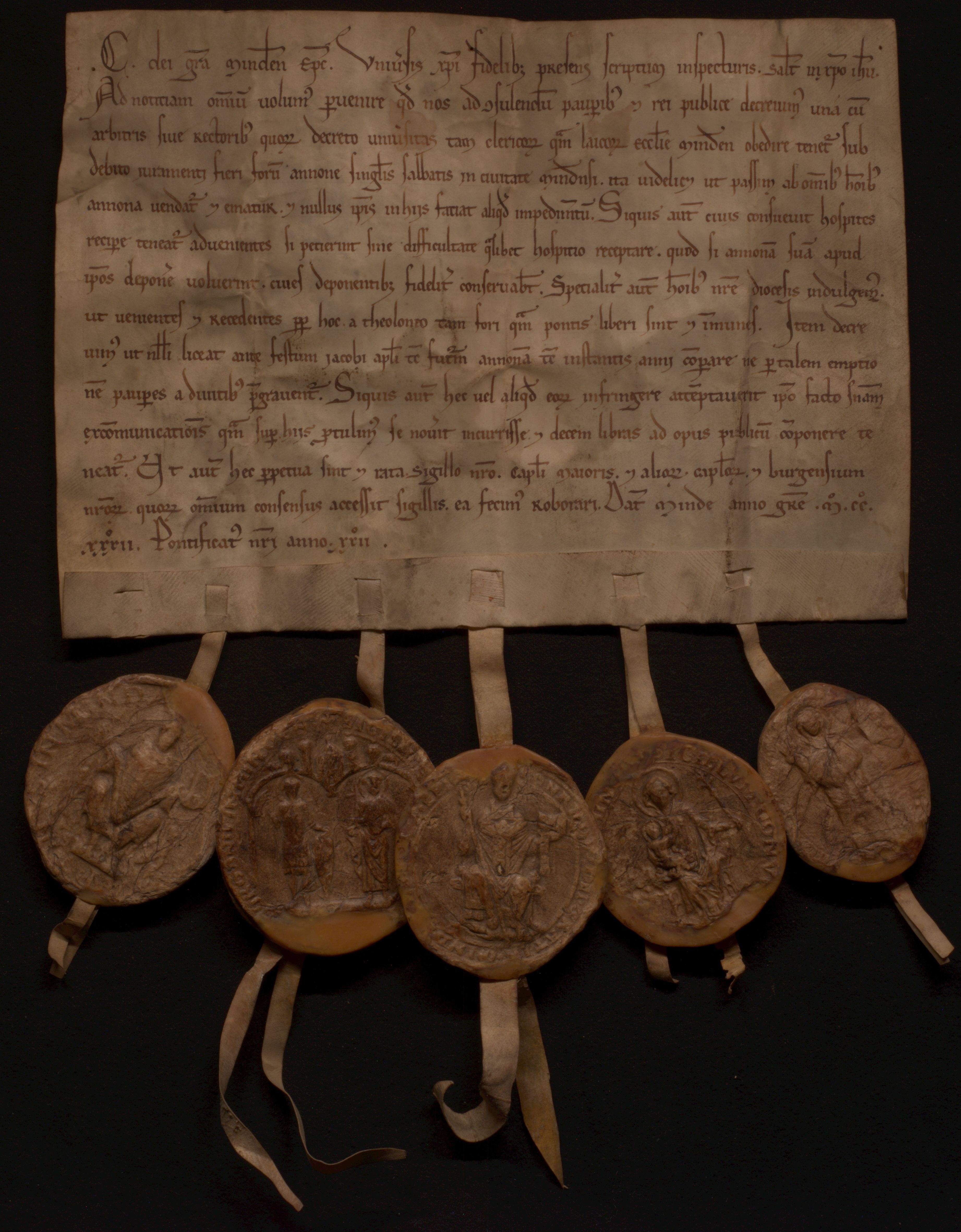
Urkunde aus dem Jahr 1232

- ca. 1375 Urkunden der Stadt Minden auf Pergament und Papier, deren älteste aus dem Jahr 1232 stammt;
- ca. 20 laufende Meter Amtsbücher der Stadt Minden;
- Akten der Stadt Minden und des Kreises Minden-Lübbecke sowie seiner Rechtsvorgänger in einem Umfang von ca. 100.000 Aktenbänden;
- eine Bildsammlung, die u. a. die Fotonachlässe von Hans Pape (Vorkriegs- und Kriegszeit) und Eva Kramer (Nachkriegszeit bis etwa 1980) enthält; es handelt sich insgesamt um ca. 120.000 Negativabzüge, ca. 150.000 Negative, ca. 23.000 Diapositive;
- eine Plakatsammlung von ca. 12.000 Stück aus unterschiedlichen Bereichen des gesellschaftlichen Lebens in der Region;
- eine Drucksachensammlung mit einem Umfang von ca. 330 Archivkartons zu unterschiedlichen regionalen Themen;
- eine Kartensammlung von  ca. 3000 Karten und Kartenwerke zur Region Minden-Lübbecke;
- eine Zeitungssammlung von ca. 2800 Bänden regionaler Zeitungen vom 19. Jahrhundert bis heute; die Zeitungen liegen größtenteils auch auf Mikrofilmen und Mikrofiches vor.

Die Bestände werden durch eine gedruckte Beständeübersicht erschlossen, auf die auch digital über das Portal Archive in Nordrhein-Westfalen zugegriffen werden kann. Zur Recherche nach einzelnen Archivalien und Bestellsignaturen stehen Findmittel im Lesesaal zur Verfügung.
Von besonderem Interesse für die Familienforschung sind die gesammelten Personenstandsregister, Einwohnermeldeverzeichnisse und -karteien sowie Adressbücher.

### Bibliothek
Das Archiv verfügt über eine fast 50.000 Bände umfassende Präsenzbibliothek zur Städte- und Regionalgeschichte allgemein, zur Geschichte der Stadt Minden und des Kreises Minden-Lübbecke sowie seiner Rechtsvorgänger im Besonderen. Es beherbergt die ca. 10.000 Bände umfassende Mindener Gymnasialbibliothek, deren älteste Bücher aus dem 16. Jahrhundert stammen, sowie die Mindener Leichenpredigtensammlung. Die Bibliothek steht den Benutzern des Archivs während der Öffnungszeiten zur Verfügung. Die Buchbestände sind durch einen Online-Katalog erschlossen.

## Geschichte

### Ursprünge

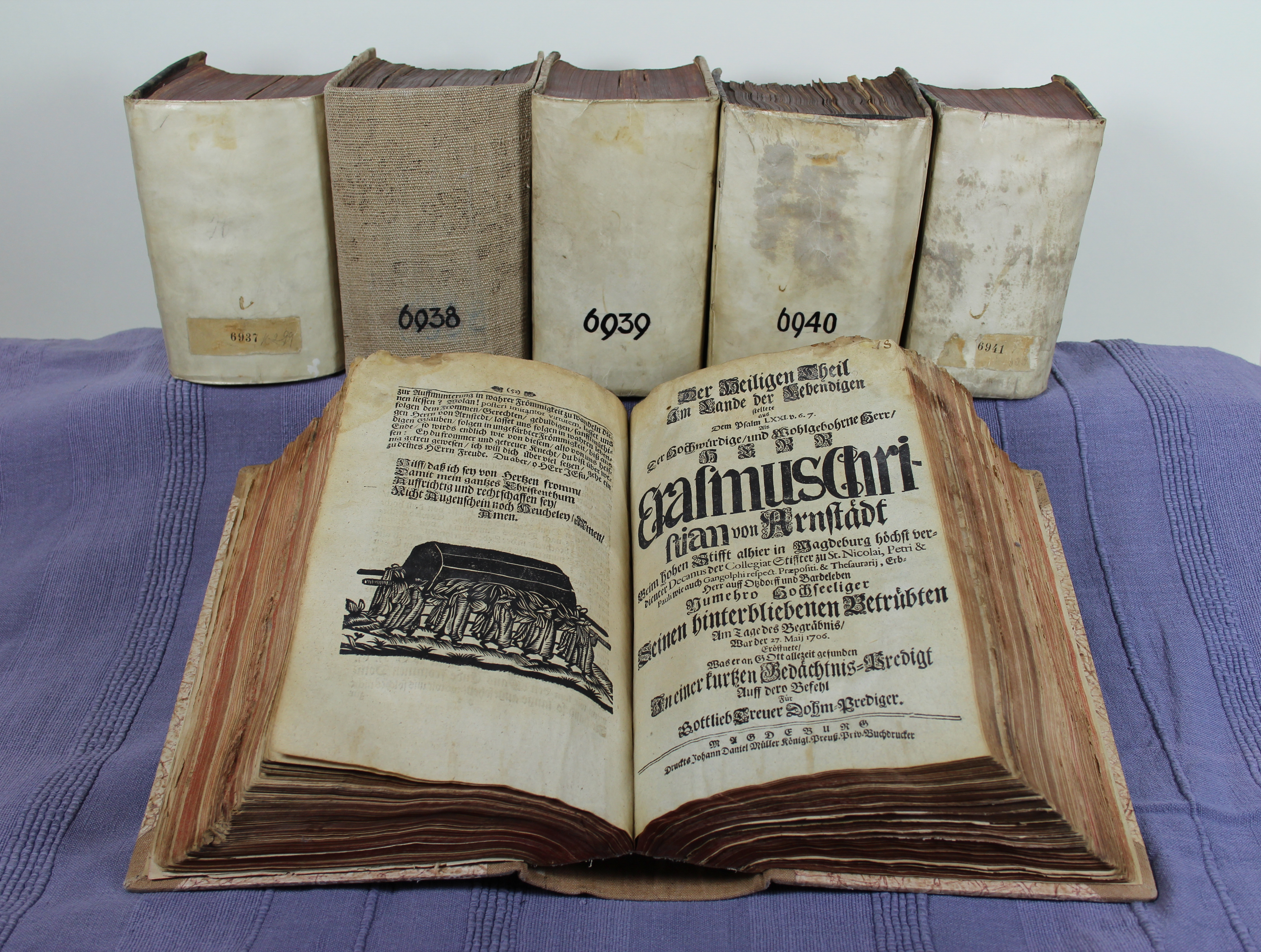
Mehrere Bände der Mindener Leichenpredigtensammlung

Das Kommunalarchiv Minden geht auf das frühere Stadtarchiv Minden zurüc, das sich bis ins frühe 13. Jahrhundert zurückverfolgen lässt. Anfangs wurden die städtischen Urkunden in der Rentkammer des Mindener Ratshauses aufbewahrt. Hier befanden sie sich in der Obhut von zwei Ratsherren, denen als »Renteherren« die Finanzverwaltung der Stadt Minden unterstand. Von 1711 bis 1723 hatte der jeweilige Stadtkämmerer, danach der jeweilige Erste Bürgermeister die Aufsicht über das Urkundenarchiv in der Stadtkämmerei. Neben dem Urkundenarchiv bildete sich zu Beginn des 14. Jahrhunderts in der Schreibstube des Mindener Ratshauses aus der dortigen Altregistratur ein weiteres Archiv, das Aktenarchiv. Dieses wurde ebenso wie die laufende Registratur vom jeweiligen Stadtschreiber, der später auch Stadtsekretär genannt wurde, verwaltet. Seit dem Jahr 1723 unterstanden das Aktenarchiv und die laufende Registratur der Aufsicht des Zweiten Bürgermeisters. In der Folgezeit gerieten beide Archive immer mehr in Unordnung. Zahlreiche Urkunden und andere Archivalien gingen verloren.
Von 1833 bis 1837 wurden die noch vorhandenen Urkunden verzeichnet. Etwa zur gleichen Zeit war der Mitbegründer der Westphälischen Gesellschaft zur Förderung der vaterländischen Cultur, der Kaufmann Ernst Friedrich Mooyer, als ehrenamtlicher Stadtarchivar tätig. Dennoch blieb das Aktenarchiv weiter unverzeichnet. Wiederholt wurden Altakten kassiert oder an andere Behörden abgegeben. 1891 gelangten die städtischen Urkunden als Depositum an das Staatsarchiv Münster. Auf Betreiben des Zweiten Bürgermeisters Carl Dieckmann wurden die Urkunden Ende 1912 wieder an die Stadt Minden zurückgegeben. Ein Jahr später wurde die Oberlehrerin an der städtischen Höheren Töchterschule Katharina Krickau als nebenamtliche Stadtarchivarin gewonnen. Sie blieb es bis 1924.
Zur Neuordnung des Stadtarchivs wurde im Mai 1924 der Historiker Martin Krieg als erster hauptamtlicher Stadtarchivar zunächst nur befristet eingestellt. 1935 wurde er fest angestellt und verbeamtet. Krieg ordnete und verzeichnete bis 1942 die älteren Aktenbestände der Stadt, die heutigen Bestände Stadt Minden B bis E. Danach begann die Sicherstellung von Archivalien und deren Verlagerung in verschiedene Depots. Beim letzten alliierten Luftangriff auf Minden am 28. März 1945 wurden große Teile der Mindener Innenstadt, darunter das Alte Rathaus und die im Erdgeschoss befindlichen Archivräume, zerstört. Verluste an Archivgut und Findbüchern sind dabei nicht eingetreten.
1954 wurde alle Bestände des Stadtarchivs wieder unter einem Dach vereinigt. Dennoch blieben die Raumverhältnisse sowie die personelle und materielle Ausstattung des Archivs auch weiterhin unzureichend. Dies änderte sich erst nach dem Ausscheiden Kriegs Ende Januar 1960. Dessen Nachfolger Johann Karl von Schroeder begann seine Tätigkeit im November 1959. Im Februar 1960 wurde er Archivleiter. Zwei Jahre später zog das Stadtarchiv in neue Räumlichkeiten um, außerdem wurde die Stelle eines Archivars des gehobenen Dienstes geschaffen. Hierdurch verbesserte sich die Situation des Stadtarchivs erheblich. Nachdem der bisherige Archivleiter Johann Karl von Schroeder Ende März 1966 zum Geheimen Staatsarchiv Preußischer Kulturbesitz in Berlin gewechselt war, folgte ihm Anfang April 1967 Hans Nordsiek als Archivleiter nach.

### Gründung und Entwicklung des Kommunalarchivs Minden
Mindener Archiv wurde durch eine öffentlich-rechtliche Vereinbarung zwischen dem Kreis Minden-Lübbecke und der Stadt Minden vom 20. Dezember 1978 als einer der ersten Archivverbünde in Deutschland gegründet. Die Anregung hierzu ging vom damaligen Landesamt für Archivpflege, dem heutigen LWL-Archivamt für Westfalen, aus. Das neue Archiv war zunächst im beengten Gebäude des bisherigen Stadtarchivs Minden in der Königstraße 60 untergebracht; Mitte 1985 konnte nach längerer Planung das heutige Archivgebäude bezogen werden. Ende 1999 schied der langjährige Archivleiter Hans Nordsiek aus dem Dienst aus, ihm folgte Monika M. Schulte nach. Notwendige Sanierungsarbeiten am Archivgebäude führten am 17. Juli 2002 zum Abschluss einer novellierten öffentlich-rechtlichen Vereinbarung. Am 1. Dezember 2020 unterzeichneten die Stadt Minden und der Kreis Minden-Lübbecke eine neue öffentlich-rechtliche Vereinbarung.

## Leitung
Nebenamtliche Archivleiterin von 1913 bis 1924 war Katharina Krickau, im Hauptberuf arbeitete sie als Oberlehrerin an der städtischen Höheren Töchterschule. Als hauptamtliche Archivleiter waren tätig: Martin Krieg (1924–1960), Johann Karl von Schroeder (1960–1966), Hans Nordsiek (1967–1999), Monika M. Schulte (2000–2012) und Vinzenz Lübben (2012–2014; kommissarisch). Hauptamtlicher Archivleiter seit 2014 ist Vinzenz Lübben.